# Alte Bobbahn

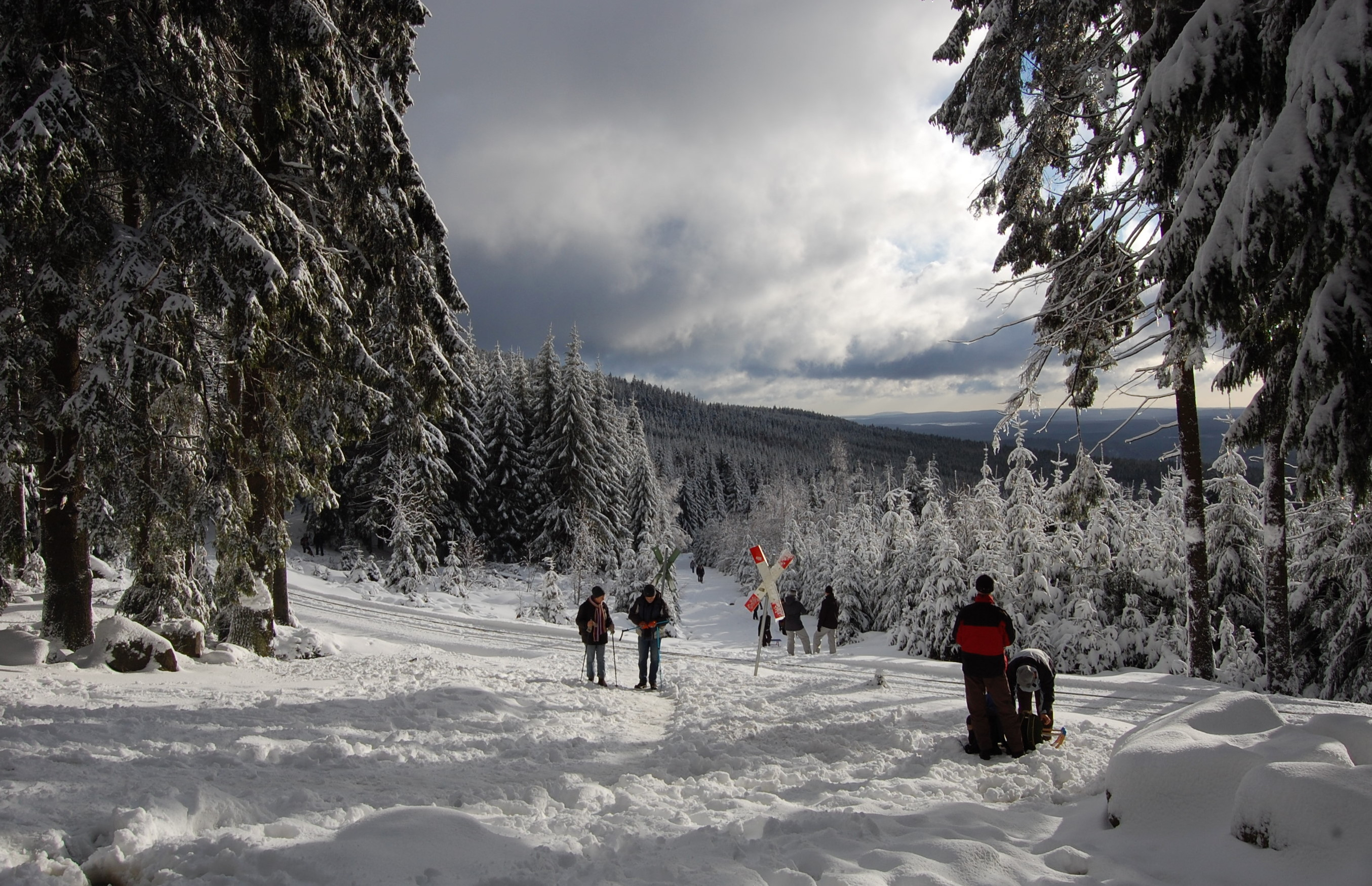
Alte Bobbahn, 2012, Blick vom Bahnparallelweg bergab

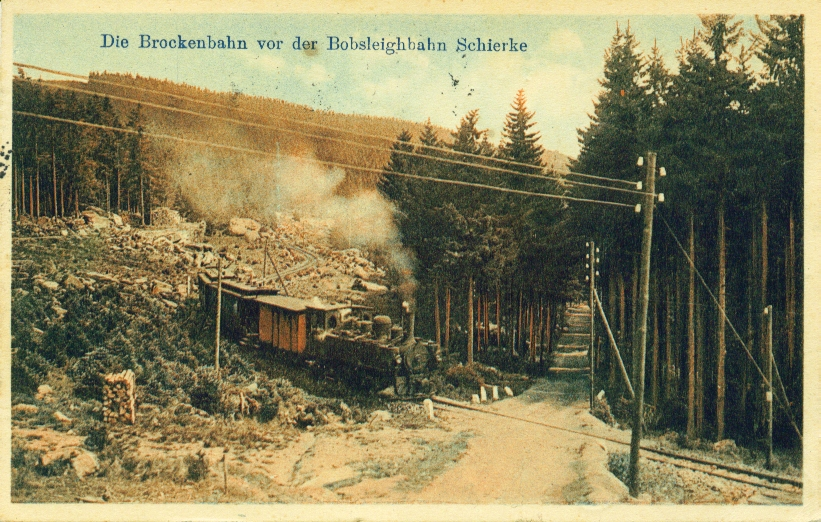
Bobbahn 1914, Blick vom Bahnparallelweg bergab, Zum damaligen Zeitpunkt war der untere Bereich dicht mit großen Bäumen bestanden.

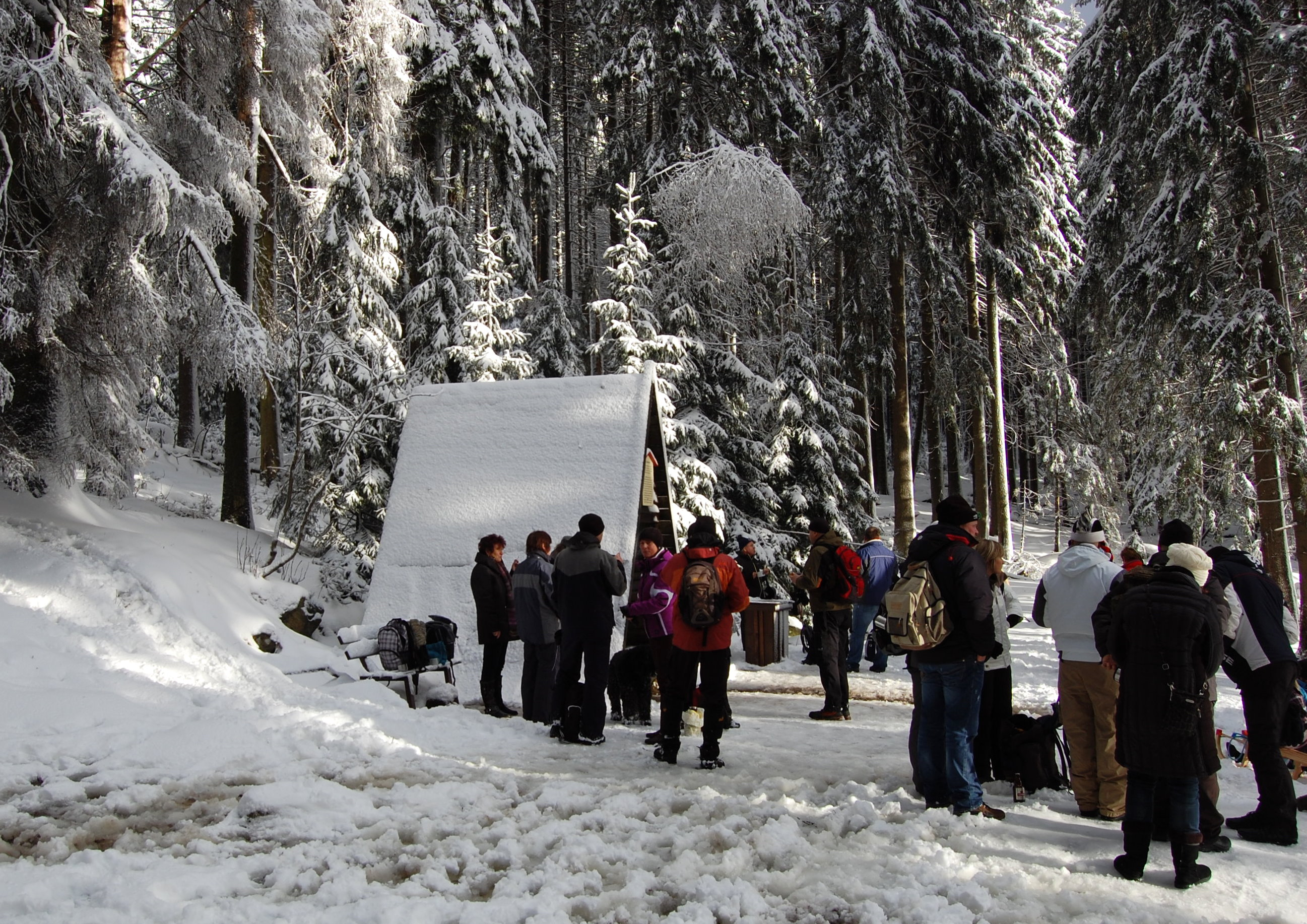
Schutzhütte Alte Bobbahn

Die Alte Bobbahn ist ein Wanderweg nördlich des zur Stadt Wernigerode gehörenden Orts Schierke im Harz in Sachsen-Anhalt. In der Vergangenheit war der Weg Teil einer Bobbahn.

## Lage
Der Weg führt vom Zusammentreffen vom Edelmannshäuweg und dem Neuen Weg nach Norden, kreuzt über einen unbeschrankten Bahnübergang die Brockenbahn und trifft auf den Bahnparallelweg, der vom Bahnhof Schierke zum Eckerloch führt. In der Verlängerung nach Norden führt ein Wanderweg dann bis zur Brockenstraße, die bis auf den Gipfel des Brockens führt. Im Bereich der Kreuzung mit dem Bahnparallelweg befindet sich heute eine Schutzhütte, an der eine Hinweistafel auf die Geschichte der Alten Bobbahn verweist.

## Geschichte
Die Bobbahn wurde im Jahr 1907 gebaut. Im Wesentlichen handelte es sich um eine Naturbahn. Mit Unterbrechungen fanden zwischen 1908 und 1958 auf dieser Bobbahn Wettbewerbe, darunter auch Deutsche und Harzmeisterschaften statt. Ursprünglich war die Bobbahn etwa zwei Kilometer lang. Startpunkt war das sogenannte Brockenbett. Bereits bei ihrer Anlage passierte die Bobbahn die Brockenbahn. Nutzungskonflikte ergaben sich jedoch zunächst nicht, da die Brockenbahn im Winter nicht fuhr. In der Mitte der 1930er Jahre wurde die Bobbahn dann auf 1450 Meter gekürzt. Startpunkt war nun die Brockenstraße bei einer Höhe von 821 Metern über Normalnull, der Zieleinlauf befand sich 141 Höhenmeter tiefer auf einer Höhe von 680 Metern, in der Nähe von Schierke am Abzweig Großmutter Rodelbahn. Die Bahn hatte nun ein durchschnittliches Gefälle von 9,92 %. Auf der Anlage wurden Geschwindigkeiten von durchschnittlich 70 km/h, bei Spitzengeschwindigkeiten von mehr als 100 km/h erreicht. Sie gehörte damit zu den schnellsten Bahnen ihrer Zeit. Anfänglich wurde die Strecke mit Fünferbobs, dann mit Zweier- und Viererbobs befahren. Auch Skeleton- und Rennrodelschlitten-Rennen wurden gefahren.
In den 1950er Jahren wurde die Bobbahn dann aufgegeben. Nördlich der Kreuzung des Parallelweges finden sich etwas abseits des Weges noch Mauerreste, die zur Bobbahnanlage gehörten.